# Fan Ji
Fan Ji (chinesisch 樊姬; * unbekannt; † vermutlich in Jingzhou) war eine Frau des chinesischen Königs Zhuang von Chu. Sie lebte um 600 v. Chr. Sie galt als sehr tugendhaft und weise. Dadurch war sie ihrem Mann eine wichtige Unterstützung bei seiner Regierungstätigkeit. Über Jahrhunderte war sie eines der wichtigsten Vorbilder für Frauen in China.